# 카라훌레구 칸
카라 훌레구(? ~ 1252년)는 차가타이 한국의 제2대, 4대 칸(재위：1242년 - 1246년, 1251년 - 1252년). 칭기즈칸 차남 차가타이의 장남인 무투겐의 4남(막내), 즉 칭기즈칸의 증손이다.

## 생애
무투겐은 호라즘 제국과 전쟁에서 전사하였고, 그 외의 친자식도 대부분 요절하여, 할아버지 차가타이로부터 후계자로서 지명되어 1242년에 차가타이가 사망하면서 후계자가 되었다.
바투, 몽케와 구유크에 의한 후계자 싸움에서는 중립을 유지하고 있었지만, 숙부 이수 몽케는 구유크를 강력하게 지지했다. 이 때문에 1246년에 구유크가 대칸에 즉위하자 구유크의 개입을 받아 칸의 자리를 쫓겨 새롭게 예수 몽케가 즉위 했다.
구유크의 사후, 1251년에 몽케가 즉위하여, 구유크 지지자였던 예수 몽케는 몽케 칸의 개입으로 퇴위하게 되고, 카라 훌레구가 복위 되었다. 그러나 카라 훌레구는 정식으로 칸으로서 승인받기 위해서 몽케 칸에게 가는 도중에 병사했다고 한다.
| 전임 할아버지 차가타이 칸 | 제2대 차가타이 한국의 칸 1242년 ~ 1246년 | 후임 숙부 이수 몽케 |

| 전임 숙부 이수 몽케 | 제4대 차가타이 한국의 칸 1251년 ~ 1252년 | 후임 아들 무바라크 샤 |